# Микитей Григорій Йосипович
Григорій Йосипович Микитей (Микетей) (нар. 10 жовтня 1888, Городище Королівське на Львівщині, Австро-Угорщина — пом. 28 лютого 1945, Бад-Ішль, Верхня Австрія, Австрія) — український громадський та політичний діяч, дипломат, журналіст, педагог, професор. Поручник УГА, Тимчасовий представник ЗУНР в Українській Державі (1918-1919), представник УНР в Югославії (1919—1920), секретар президії Української Національної Ради у Львові.

## Життєпис
Народився у селі Городище Королівське біля Ходорова.
Закінчив філософський факультет Віденського університету. Працював вчителем у гімназії. 
У роки Першої світової війни працював у Відні в представництві Червоного Хреста.
Був тимчасовим представником ЗУНР в Українській Державі у 1918—1919 роках.
У 1919 році начальник «пресової квартири» Начальної Команди УГА та редактор «Стрільця».
У жовтні 1919 року за наказом Андрія Лівицького став представником УНР у Югославії, а уряд ЗУНР звернувся до нього з проханням очолити представництво ЗУНР.
1920—1923 — працівник секретаріату закордонних справ ЗУНР у Відні. 
З 1924 по 1939 — учитель середніх шкіл у Львові. У 1925—1930 роках — редактор тижневика «Рада».. Також обіймав посаду відповідального редактора у 1925—1926 роках, та редактора друкованого органу товариства «Учительська Громада» часопису «Українська Школа». Часопис виходив у Львові з 1925 до 1939 року. Згодом Голова товариства «Учительська Громада».
У 1927 році став одним із засновників «Української Партії Праці».
З липня 1941 року — секретар президії Української Національної Ради у Львові.
В 1944 році емігрував до Австрії, де і помер у 1945 році.

### Родина
- Син Олег Микитей був одружений із донькою полковника Дмитра Вітовського.[1]
- Рідний брат Григорія — Іван Микитей (1899 р. н.), стрілець 6-ї сотні УСС, загинув Січовим Стрільцем[1].
- Григорій Микитей — рідний дядько поета, шістдесятника Ігоря Калинця.

## Доробок
- Гриць Микитей. «Правдива правда про „Чортківську Офензиву“». Літопис Червоної Калини. — «Діло», Львів, 1936.
- Гриць Микитей. «У місії до Юґославії: З Кам'янця до Букарешту». Історичний календар-альманах «Червона Калина» на 1939 р. — Львів, 1938. — С. 132—148.
- Гриць Микитей. «До історії міжнародних взаємин нашого Товариства». 25–ліття учительської громади. Ювілейний науковий збірник. — Львів, 1935. — С. 154—158.